# Улста

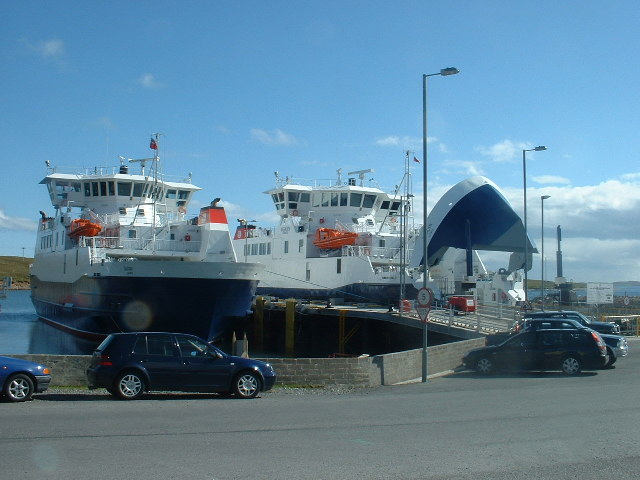
Паромная переправа.

Улста (англ. Ulsta) — деревня в юго-западной части острова Йелл в архипелаге Шетландских островов.

## География
Расположена у северо-восточного берега пролива Йелл-Саунд.

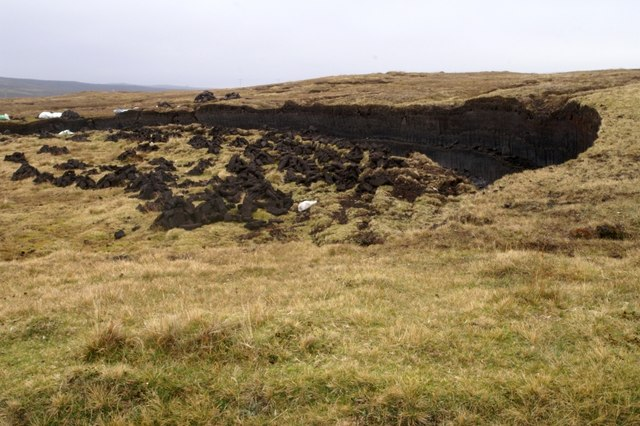
Разработки торфа.

Вблизи деревни расположены разработки торфа.

## Экономика
Паромная переправа связывает Улсту с деревней Тофт на севере острова Мейнленд.
Автодорога «A968» через паромные переправы связывает деревню с островами Анст на севере и Мейнленд на юге. Дорога «B9081» ведёт вдоль южного и восточного берега острова через деревни Барраво и Оттерсуик в деревню Мид-Йелл в центре острова.

## Политика и власть
Пожарно-спасательная станция в Улсте называется «Мид-Йелл». Двенадцать сотрудников станции имеют дело с чрезвычайными ситуациями, включая пожары и дорожно-транспортные происшествия.